# Scelophysa capensis
Scelophysa capensis är en skalbaggsart som beskrevs av Dombrow 1999. Scelophysa capensis ingår i släktet Scelophysa och familjen Melolonthidae. Inga underarter finns listade i Catalogue of Life.